# Erdmann & Rossi
La Erdmann & Rossi è stata una carrozzeria automobilistica tedesca attiva dal 1906 al 1949 nel settore della creazione di carrozzerie su misura ed in seguito unicamente nel settore delle riparazioni di carrozzerie.

## Notizie storiche

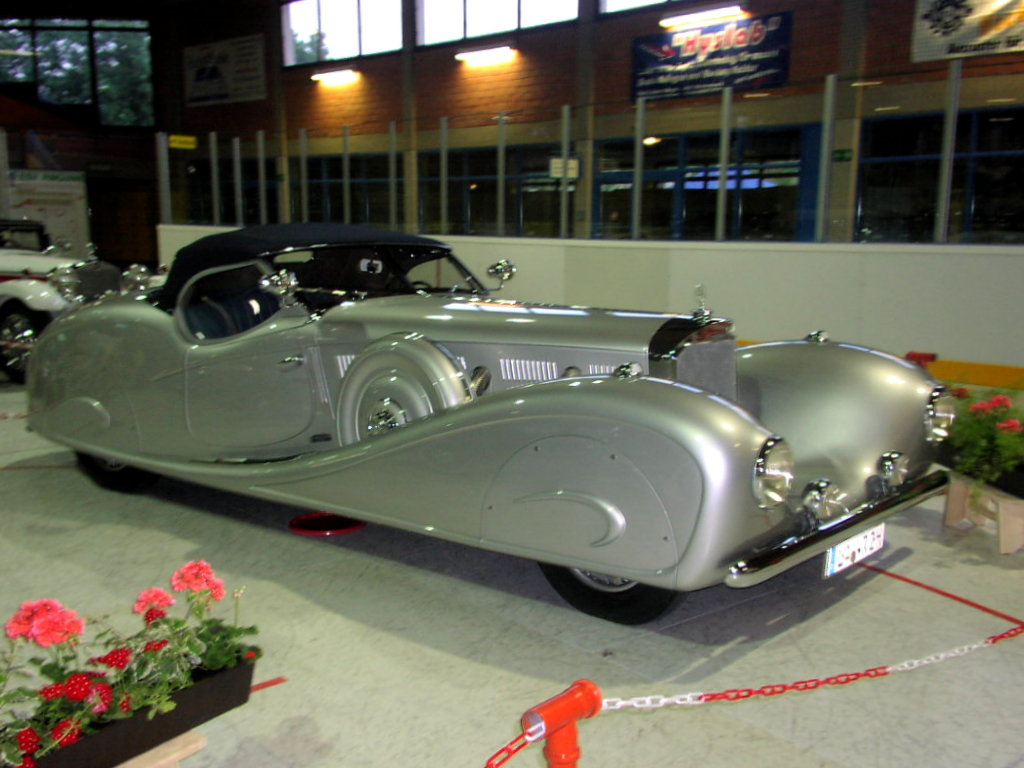
La Mercedes-Benz 500K del re Ghazi dell'Iraq

La storia della Erdmann & Rossi affonda le sue radici nel 1898, quando Willy Erdmann fondò una ditta specializzata nella costruzione di carrozze. Otto anni, più tardi, in pieno periodo di affermazione dell'automobile, il rivenditore italo-tedesco Eduard Rossi entrò nel capitale dell'azienda di Willy Erdmann, azienda che mutò la sua ragione sociale in Erdmann & Rossi e che da quel momento si dedicò esclusivamente alla creazione di carrozzerie ad hoc su ordinazione dei clienti.
Un destino beffardo sembrò voler mettere subito in ginocchio la giovane azienda: nel 1909 Eduard Rossi morì in un incidente. Sconvolto dal fatto e non più in grado di reggere da solo le sorti della carrozzeria, Willy Erdmann lasciò l'azienda, la quale passò nelle mani di Friedrich Peters.
Nel giro di poco tempo, la Erdmann & Rossi costruì su di sé un'ottima reputazione: i primi anni dieci videro la Erdmann & Rossi cimentarsi su vetture come la Mercedes 10/20 PS. L'approccio con vetture appartenenti a marchi di rango la posero all'attenzione al gotha dell'automobilismo dell'epoca, in particolare per le sue creazioni assai rifinite. Purtroppo lo scoppio della prima guerra mondiale costrinse l'azienda a rivedere i progetti ed a convertirsi alla creazione di autoambulanze e vetture per la distribuzione di poste. 

Al termine del conflitto, la Erdmann & Rossi tornò ad occuparsi di carrozzerie su misura su basi assai esclusive. Gli anni venti furono il periodo in cui si consacrò come una delle carrozzerie più esclusive della Germania e d'Europa. Notevoli in questo decennio furono le sue creazioni su base Mercedes-Benz SS e Minerva Type AF 30HP, solo per citarne alcune.
Anche gli anni trenta, con la loro corsa allo streamlining, furono molto fecondi di creazioni per la carrozzeria tedesca. Quasi tutte le marche più prestigiose, tedesche e non, si rivolgevano spesso alla Erdmann & Rossi: Horch, Mercedes-Benz, Hispano-Suiza, Bugatti e Maybach furono solo alcuni di quei marchi. Molte delle creazioni di questo periodo erano destinate a monarchi o comunque a cariche statali o imperiali. Tra queste la Mercedes-Benz 500K W29, destinata al sovrano iracheno Ghazi e dotata di una carrozzeria aerodinamica che ricordava molto lo stile della francese Figoni & Falaschi.

Nel 1937, Friedrich Peters morì ed al suo posto subentrò il fratello Richard. Ma nel 1939 vi fu lo scoppio della seconda guerra mondiale che mise in ginocchio o perlomeno in difficoltà diverse aziende tedesche. Al termine del conflitto anche l Erdmann & Rossi risultò economicamente provata. Lo stesso ritorno ai fasti di un tempo oramai era pressoché impossibile: il 1949 fu l'anno in cui Erdmann & Rossi partorì la sua ultima creazione, basata su telaio Maybach.
Da quel momento in poi la carrozzeria si sarebbe dedicata unicamente alla riparazione di autovetture.